# Herrarnas ringar i gymnastik vid olympiska sommarspelen 2012
Herrarnas ringar i gymnastik vid olympiska sommarspelen 2012 avgjordes den 6 augusti 2012 för 8 gymnaster från totalt 8 nationer. De deltagande kvalificerade sig för friståendet genom kvaltävlingen - däremot fick maximalt två gymnaster från samma land kvalificera sig.

## Medaljörer
| Gren             | Guld                     | Silver           | Brons                  |
| Herrarnas ringar | Arthur Zanetti Brasilien | Chen Yibing Kina | Matteo Morandi Italien |

## Resultat

### Kval
| Placering | Gymnast            | Nation      | D Score | E Score | Pen. | Totalt | Qual. |
| --------- | ------------------ | ----------- | ------- | ------- | ---- | ------ | ----- |
| 1         | Chen Yibing        | Kina        | 6.800   | 9.058   |      | 15.858 | Q     |
| 2         | Matteo Morandi     | Italien     | 6.800   | 8.966   |      | 15.766 | Q     |
| 3         | Aleksandr Balandin | Ryssland    | 6.700   | 8.966   |      | 15.666 | Q     |
| 4         | Arthur Zanetti     | Brasilien   | 6.500   | 9.116   |      | 15.616 | Q     |
| 5         | Denis Abljazin     | Ryssland    | 6.600   | 8.900   |      | 15.500 | Q     |
| 6         | Tommy Ramos        | Puerto Rico | 6.800   | 8.700   |      | 15.500 | Q     |
| 7         | Federico Molinari  | Argentina   | 6.700   | 8.633   |      | 15.333 | Q     |
| 8         | Jordan Jovtjev     | Bulgarien   | 6.600   | 8.708   |      | 15.308 | Q     |
| 9         | Igor Radivilov     | Ukraina     | 6.800   | 8.500   |      | 15.300 | R     |
| 10        | Jonathan Horton    | USA         | 6.700   | 8.466   |      | 15.166 | R     |
| 11        | Kazuhito Tanaka    | Japan       | 6.000   | 9.100   |      | 15.100 | R     |

### Final
| Placering | Gymnast            | Nation      | D Score | E Score | Pen. | Totalt |
| --------- | ------------------ | ----------- | ------- | ------- | ---- | ------ |
| 1         | Arthur Zanetti     | Brasilien   | 6.800   | 9.100   |      | 15.900 |
| 2         | Chen Yibing        | Kina        | 6.800   | 9.000   |      | 15.800 |
| 3         | Matteo Morandi     | Italien     | 6.800   | 8.933   |      | 15.733 |
| 4         | Aleksandr Balandin | Ryssland    | 6.700   | 8.966   |      | 15.666 |
| 5         | Denis Abljazin     | Ryssland    | 6.600   | 9.033   |      | 15.633 |
| 6         | Tommy Ramos        | Puerto Rico | 6.800   | 8.800   |      | 15.600 |
| 7         | Jordan Jovtjev     | Bulgarien   | 6.600   | 8.508   |      | 15.108 |
| 8         | Federico Molinari  | Argentina   | 6.700   | 8.033   |      | 14.733 |